# Acacia cognata
Acacia cognata é uma espécie de leguminosa do gênero Acacia, pertencente à família Fabaceae.